# Конрад Бернс
Ко́нрад Рей Бернс (англ. Conrad Ray Burns; нар. 25 січня 1935, Галлатін, Міссурі — 28 квітня 2016) — американський політик, був членом Сенату США (Республіканська партія) від штату Монтана з 1989 по 2007 роки.
Він закінчив школу Gallatin High School у 1952 році і почав навчання в Університеті Міссурі. Два роки опісля він перервав навчання і вступив на службу до Корпусу морської піхоти США. Він служив в Японії і Південній Кореї.
Працював у Trans World Airlines і Ozark Airlines. У 1967 році він одружився з Філліс Джин Кульман; у них двоє дітей: Кілі і Гаррет. Бернс є лютеранином.